# 甘木鉄道
甘木鉄道株式会社（あまぎてつどう）は、福岡県朝倉市に本社を置き、佐賀県三養基郡基山町から福岡県朝倉市甘木に至る地域で、旧日本国有鉄道（国鉄）特定地方交通線の鉄道路線甘木線を運営している、朝倉市・筑前町・基山町・キリンビールなどが出資する第三セクター方式の鉄道会社である。

## 概要
旧国鉄甘木線が第1次特定地方交通線として廃止対象路線となったことを受けて発足した鉄道事業者である。当時、福岡市と甘木市（当時）を結ぶ公共交通は西鉄甘木線など他にもあり、また沿線に甘木線と並行するバス路線が既設されていたこともあって、福岡県は鉄道の存続に難色を示した。しかし甘木市・三輪町（当時）など地元沿線市町と沿線住民は鉄道路線としての存続を切望し、結果的に第三セクター方式で鉄路が存続した。こうした経緯のため、福岡県は出資を行わず、経営安定基金の拠出に留まった。なお、佐賀県は全く関与していない。
比較的福岡都市圏に近く、積極的な増便対策や、小郡駅の移転による西鉄天神大牟田線との接続改善などが功を奏し、全国の第三セクター方式の鉄道会社の中では珍しく、ほぼ毎年経常利益を黒字計上し、第三セクター鉄道の優等生として知られた。しかし、2006年（平成18年）7月の豪雨で鉄橋の橋脚が被害を受け5か月間にわたり一部区間が不通となり旅客が減少したことや原油価格の高騰などが影響し、2006年（平成18年）度以降は赤字決算となっている。ただし、転換第三セクター鉄道の中では赤字額も最小（年額184万円、2009年（平成21年）度）で、全国的に見ても第三セクター鉄道の中では経営状態は良好である。
甘木線ではSUGOCA、nimocaなどのICカードは一切使用できない。

## 歴史
- 1985年（昭和60年）7月11日 設立。
- 1986年（昭和61年）4月1日 国鉄甘木線を承継し開業[3]。
- 2014年（平成26年）3月16日 西太刀洗駅前の踏切でAR300形AR303が2tトラックと衝突。同鉄道発足後、初の事故となった。

## 路線
- 甘木線 : 基山駅 - 甘木駅 13.7km

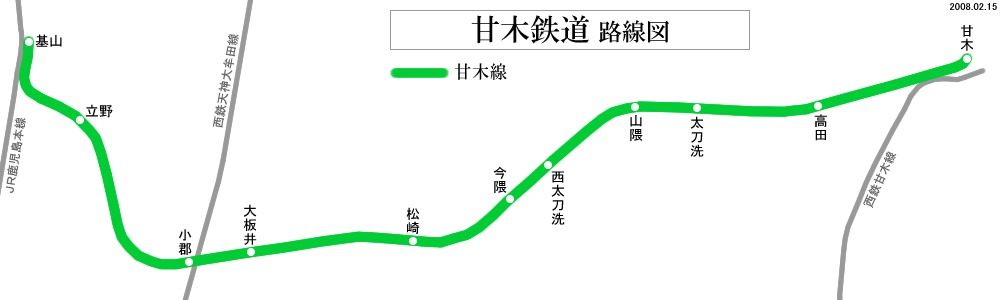
路線図

## 車両
転換開業以来、一般的な第三セクター鉄道仕様の軽快気動車が使用されている。開業時にはバス車体工法を用いバス用部品を多用した「レールバス」とも呼ばれる富士重工業製のLE-Carが導入された。その後LE-Carは代替されたが、案内放送、車内放送等では現在でも「レールバス」の呼称を用いている。
なお、2025年度より8年かけて新型車両を順次導入し、現有車両をすべて置き換える計画が2024年8月に発表されている。

### 現在の車両
全8両で、塗装は全て異なる。
- AR300形（AR301 - AR307）
- AR400形（AR401、宝くじ号）

### 過去に在籍していた車両
- AR100形（AR101 - AR106）※保存車1両を除き全車解体済み
- AR200形（AR201）※廃車後ミャンマーへ輸出